# Liste der Arbeitslager in Zhejiang
Umerziehung durch Arbeit ist ein System von Arbeitslagern in der Volksrepublik China.
Diese Liste führt solche Arbeitslager in der Provinz Zhejiang auf.
| Bezeichnung                             | Unternehmensbezeichnung      | Stadt/Kreis       | Dorf/Stadt/Distrikt | Gründungsjahr | Bemerkungen                                         |
| --------------------------------------- | ---------------------------- | ----------------- | ------------------- | ------------- | --------------------------------------------------- |
| Umerziehung durch Arbeit Nr. 1 Hangzhou |                              | Hangzhou          |                     |               |                                                     |
| Umerziehung durch Arbeit Nr. 2 Hangzhou | Farm Hongken                 | Hangzhou          | Xinjie, Xiaoshan    |               |                                                     |
| Umerziehung durch Arbeit Huzhou         |                              | Huzhou            |                     |               |                                                     |
| Umerziehung durch Arbeit Jiaxing        |                              | Jiaxing           |                     |               |                                                     |
| Umerziehung durch Arbeit Moganshan      |                              | Deqing            | Wukang              | 1994          | Einzige Frauen-Umerziehung durch Arbeit der Provinz |
| Umerziehung durch Arbeit Ningbo         |                              | Ningbo            |                     |               |                                                     |
| Umerziehung durch Arbeit Shaoxing       |                              | Shaoxing          |                     |               |                                                     |
| Umerziehung durch Arbeit Shiliping      | Farm Shiliping               | Jinhua            |                     |               |                                                     |
| Umerziehung durch Arbeit Tangxi         |                              | Hangzhou          |                     |               |                                                     |
| Umerziehung durch Arbeit Zhoushan       | Autoreparaturfabrik Xinsheng | Dinghai, Zhoushan |                     | 1983          |                                                     |

## Quelle
- Laogai Handbook (2007–2008). (PDF; 3,5 MB) The Laogai Research Foundation, 2008, abgerufen am 10. Januar 2011.